# Salmon Arm
Pour les articles homonymes, voir Salmon Arm (homonymie).
Salmon Arm est une cité (city) de la Colombie-Britannique.
La municipalité est située sur les rives du lac Shuswap et abrite le plus long quai en Amérique du Nord.  
Une photographie du mont Bastion est utilisée sur le permis de conduire de la Colombie-Britannique.

## Démographie
| 2001   | 2006   | 2011   | 2016   |
| ------ | ------ | ------ | ------ |
| 15 210 | 16 012 | 17 464 | 17 706 |